# Żukowice (gmina)

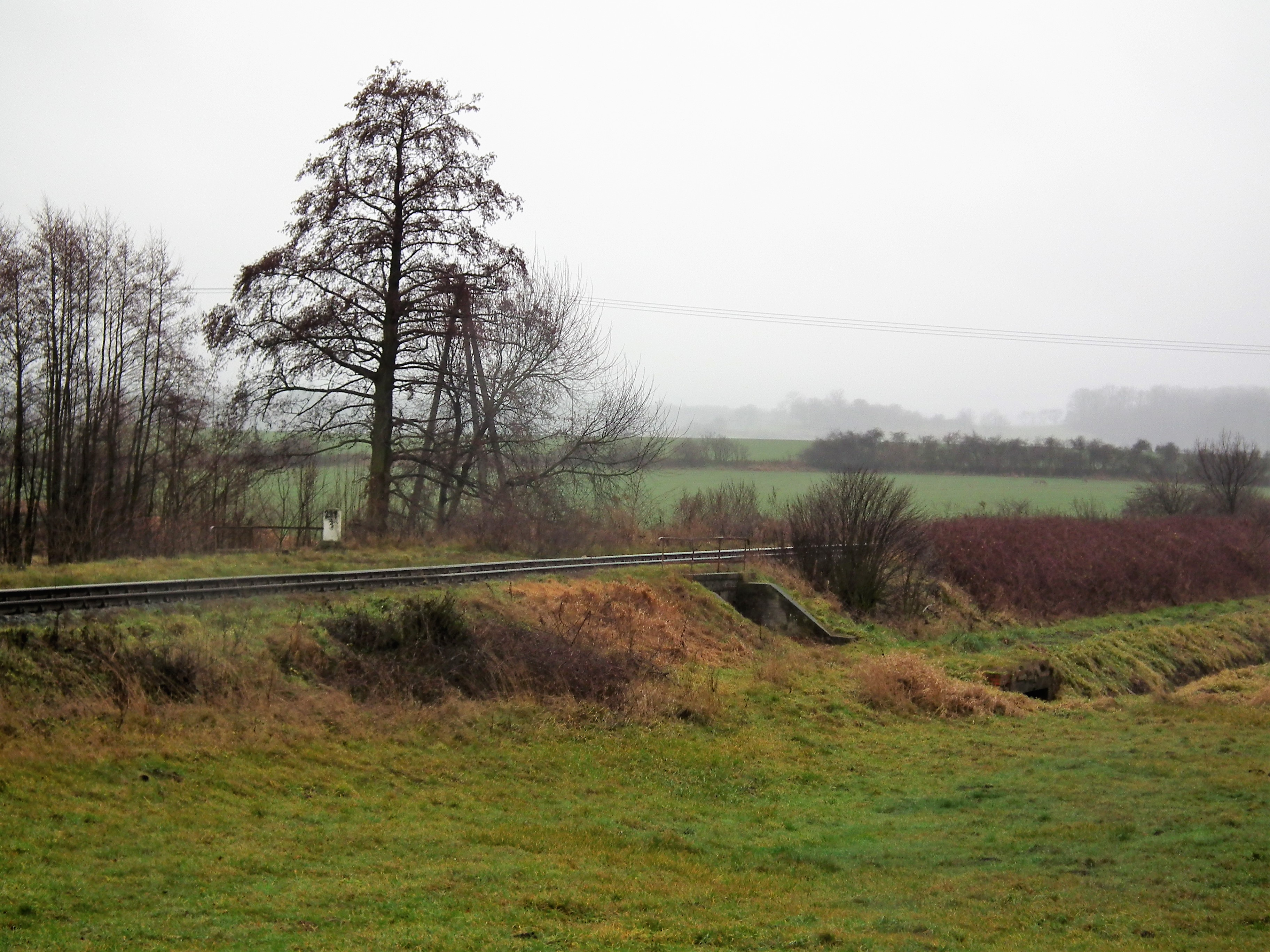
Krajobraz gminy w rejonie Nielubi

Żukowice – gmina wiejska w województwie dolnośląskim, w powiecie głogowskim. W latach 1975–1998 gmina położona była w województwie legnickim.
Siedziba gminy to Żukowice.
Według danych z 31 grudnia 2017 gminę zamieszkiwało 3467 osób. Natomiast według danych z 30 czerwca 2020 roku gminę zamieszkiwały 3464 osoby.

## Struktura powierzchni
Według danych z roku 2002 gmina Żukowice ma obszar 68,09 km², w tym:
- użytki rolne: 81%
- użytki leśne: 5%

Gmina stanowi 15,37% powierzchni powiatu.

## Demografia
Dane z 30 czerwca 2004:
| Opis                              | Ogółem | Ogółem | Kobiety | Kobiety | Mężczyźni | Mężczyźni |
| --------------------------------- | ------ | ------ | ------- | ------- | --------- | --------- |
| jednostka                         | osób   | %      | osób    | %       | osób      | %         |
| populacja                         | 3505   | 100    | 1705    | 48,6    | 1800      | 51,4      |
| gęstość zaludnienia (mieszk./km²) | 51,5   | 51,5   | 25      | 25      | 26,4      | 26,4      |

- Piramida wieku mieszkańców gminy Żukowice w 2014 roku[5].

## Wójtowie gminy
- Krzysztof Wołoszyn (od 2010)
- Leszek Kucharczyk (od 2006)
- Grażyna Rencz

## Sołectwa
Brzeg Głogowski, Bukwica, Czerna, Dankowice, Dobrzejowice, Domaniowice, Glinica, Kamiona, Kłoda, Kromolin, Nielubia, Słone, Szczepów, Wiekowice, Zabłocie, Żukowice.
Miejscowości bez statusu sołectwa: Czerna-PKP, Góra Świętej Anny, Mierzów, Słoćwina, Zameczno.

## Sąsiednie gminy
Bytom Odrzański, Gaworzyce, Radwanice, Niegosławice, Głogów, Głogów (miasto), Jerzmanowa, Kotla, Siedlisko